# Sede Rai di Bolzano
La sede Rai di Bolzano (in tedesco Rai Funkhaus Bozen, in ladino Rai Balsan) è il centro di produzione radiotelevisiva regionale della Rai in Alto Adige.
La sede gestisce una programmazione radiotelevisiva a diffusione locale notevolmente più ampia di gran parte delle altre sedi regionali della Rai, dovendo per contratto di servizio servire le minoranze linguistiche presenti sul territorio di competenza. Nello specifico, ai sensi della vigente convenzione stipulata fra l'azienda, la Provincia di Bolzano e il Governo italiano nel 2013, la sede produce 5300 ore annue di trasmissioni radiofoniche e 550 televisive in lingua tedesca, nonché 352 ore annue di trasmissioni radiofoniche e 100 televisive in lingua ladina (in questo caso a beneficio dell'intero territorio della cosiddetta Ladinia). Per quanto riguarda la lingua italiana, la programmazione televisiva prevede un'ora la domenica mattina in aggiunta alla programmazione regionale standard. Per diffondere i propri programmi senza interferire con le reti nazionali, la sede di Bolzano dispone di un canale televisivo e di una frequenza radiofonica dedicata
Ciascuna delle tre programmazioni è gestita da una struttura indipendente all'interno della sede stessa: Rai Alto Adige in lingua italiana (che lavora in collaborazione con la Sede Rai di Trento), Rai Südtirol in lingua tedesca e Rai Ladinia in lingua ladina.
Dal 2013 la sede di Bolzano è la prima filiale periferica Rai a produrre tutta la sua offerta televisiva in tecnologia digitale e con un rapporto d'aspetto in 16:9.

## Storia

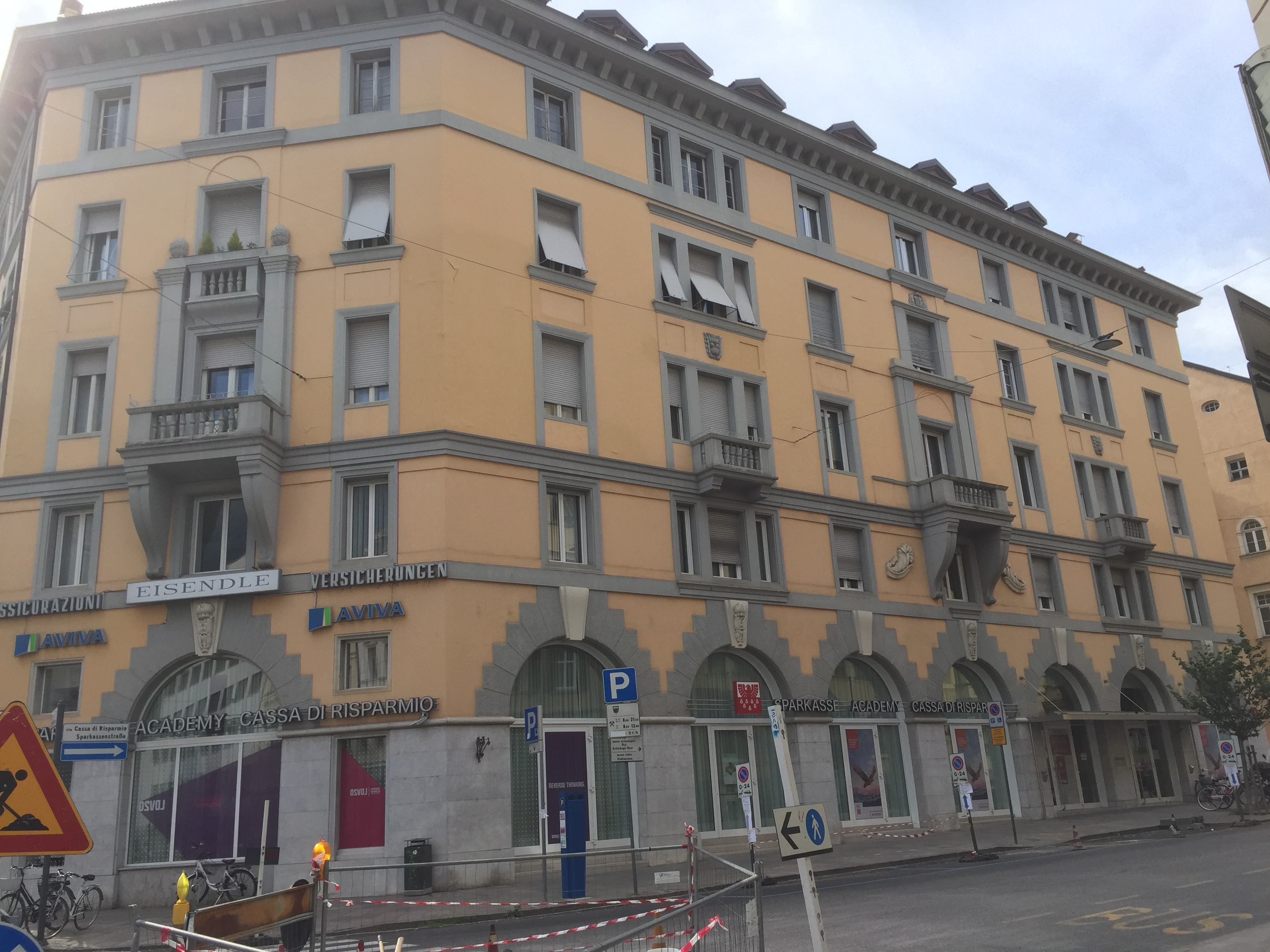
Il palazzo di via Cassa di Risparmio che ospitò l'EIAR e successivamente la RAI dagli anni 1930 fino al 1960.

La sede Rai di Bolzano nasce il 12 luglio 1928, con l'entrata in funzione della stazione radio dell'EIAR, la quarta dopo quelle di Roma, Milano e Napoli. Il fatto che Bolzano sia tra le capofila dell'emittenza radiofonica italiana non deve stupire, dato che la città, oltre che ad essere in un territorio di confine, era ancora popolata massicciamente da abitanti germanofoni. Allo scopo di indurre l'italianizzazione dell'Alto Adige, le trasmissioni in quell'epoca erano esclusivamente in italiano. La situazione permarrà fino al 1960, anno in cui la sede altoatesina della Rai lascia i locali di via Cassa di Risparmio per trasferirsi nel nuovo palazzo di piazza Mazzini, eretto nel 1959 su progetto degli architetti Gigi Dalla Bona e Guido Pellizzari. Contestualmente è attivata la prima emittente radiofonica pubblica regionale, la Rete IV FM, dedicata esclusivamente ai programmi locali, anche in lingua tedesca; al contempo viene inaugurato il nuovo palazzo Rai, un moderno edificio di sette piani in Piazza Mazzini, nella città nuova. Nel 1966 cominciano anche le trasmissioni televisive in lingua tedesca, dalle 19:55 alle 20:50 sul Secondo Programma (il cui segnale nazionale era "sezionato" in Alto Adige), non senza polemiche, poiché la Rai era ancora vista come uno strumento nelle mani del governo di Roma, che aveva difficoltà a trovare un accordo per soddisfare le istanze autonomistiche provinciali dell'Alto Adige, tra le quali si annoverava il diritto a ricevere le trasmissioni radiotelevisive dei paesi di lingua tedesca. Tale problema sarà superato nel 1975 con l'istituzione della RAS (Radiotelevisione Azienda Speciale), azienda della Provincia autonoma di Bolzano che permette la ricezione gratuita su tutto il territorio delle principali stazioni radio e tv di Austria, Germania e Svizzera (per quest'ultima anche la tv in lingua italiana). Nel 1979 la nascita del terzo canale Rai (Rete 3, oggi Rai 3) inaugura l'era dei telegiornali regionali in lingua italiana, e nello stesso periodo la creazione del canale provinciale Rai 3 Bis consente la trasmissione dei programmi trilingue della Rai altoatesina senza oscurare i canali nazionali (quando la sede di Bolzano non trasmette, la rete Bis propone la programmazione in simulcast di Rai 3). Nel 1987 iniziano le prime trasmissioni radiotelevisive per i ladini. L'anno successivo, però, la sede Rai di Bolzano è bersaglio di un attentato dinamitardo da parte dei gruppi armati secessionisti, che causa gravi danni all'edificio, successivamente risanato. Negli anni novanta aumentano le ore di programmazione delle tre strutture, viene definitivamente chiusa la sede distaccata a Roma e nei primi mesi del 1998 nasce il telegiornale ladino (TRaiL).

## Direzione
Direttore dell'intera sede regionale Rai di Bolzano per il 2016 è Vittorio Longati, che coordina le programmazioni in lingua italiana e ladina. Il responsabile della struttura di programmazione in lingua tedesca è Zeno von Braitenberg. Il caporedattore del TGR dell'Alto Adige è Sergio Mucci. Caporedattrice del Tagesschau (testata giornalistica tedesca) è Heidy Kessler, mentre la redazione giornalistica ladina è coordinata da Stefan Pescolderungg.

## Televisione

### Canali e strutture
- Rai Alto Adige (italiano)
- Rai Südtirol (tedesco)
- Rai Ladinia (ladino)

### Teletext
Il televideo regionale dell'Alto Adige copre la sola Provincia Autonoma di Bolzano appositamente per servire in modo adeguato anche il gruppo linguistico tedesco. Il televideo regionale dell'Alto Adige è disponibile anche su internet.

### Coproduzioni e collaborazioni
L'intera sede di Bolzano è inserita all'interno del circuito delle televisioni regionali Circom regional e collabora alla produzione di numerosi eventi con le altre radiotelevisioni di lingua tedesca.

## Finanziamento
La sede Rai di Bolzano, in base ad un accordo stipulato nel 2013 tra azienda madre, provincia di Bolzano e ministeri competenti, si finanzia esclusivamente con i proventi del canone e le sovvenzioni corrisposte dalla provincia (pari a 20 milioni di euro). Nelle trasmissioni della sede non viene inclusa alcuna forma di pubblicità, né alla radio, né in televisione.

## Internet
Dal luglio 2006 la Rai di Bolzano ha una pagina web trilingue, ove è possibile guardare o ascoltare alcuni dei programmi radiotelevisivi andati in onda (nelle tre lingue provinciali), nonché ascoltare la radio in live streaming.

## Teca Aperta
Nella Sede di Bolzano è attivo il servizio Teca Aperta che permette di consultare gratuitamente e in qualsiasi momento il catalogo multimediale della Rai.

## Loghi

ottobre 1988 - 2000
2000 - 18 maggio 2010
18 maggio 2010 - 2013
2013 - 16 gennaio 2018